# Gnonsiane Niombla

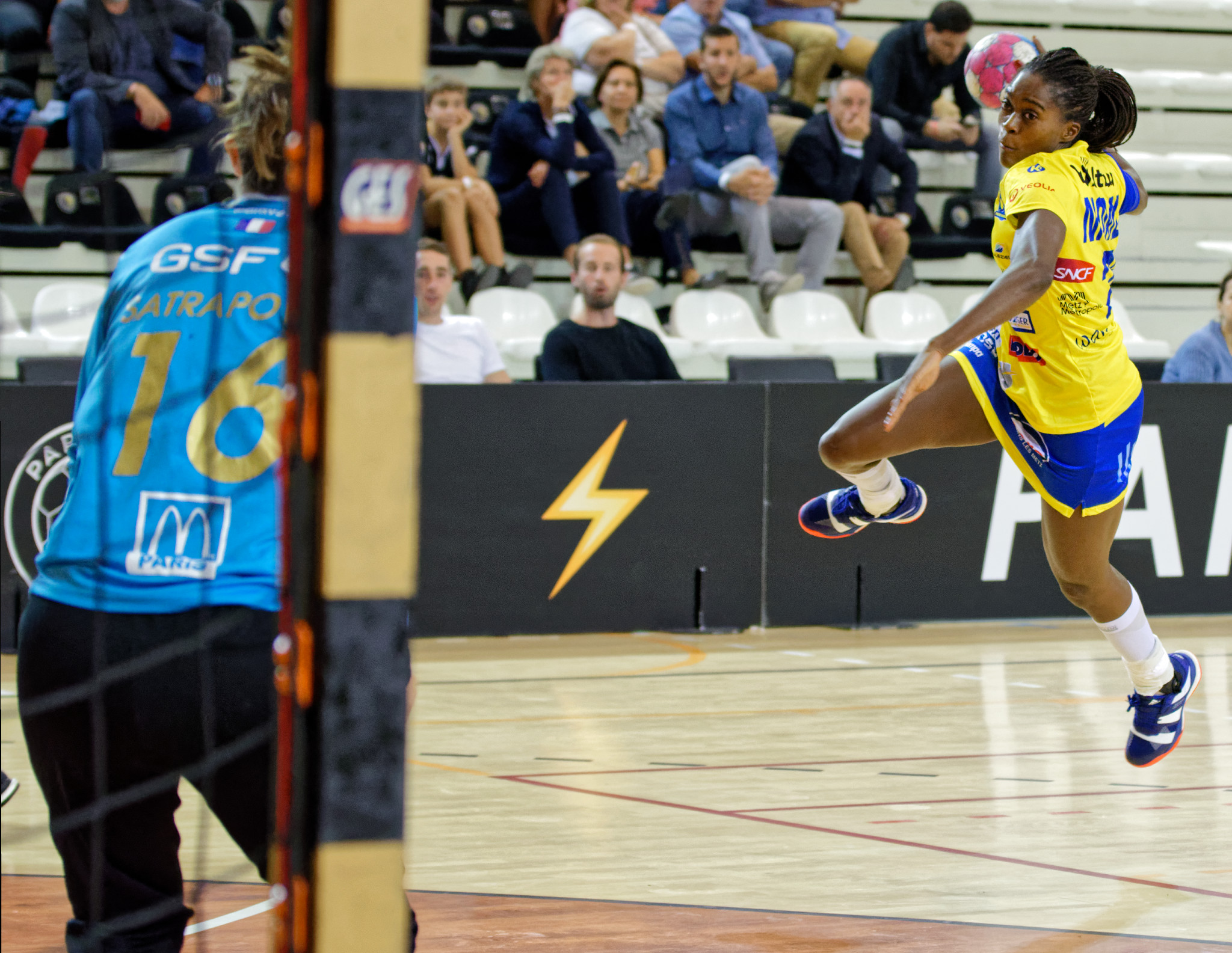
Gnonsiane Niombla au tir en 2018.

Gnonsiane Niombla, née le 9 juillet 1990 à Villeurbanne, est une joueuse internationale française de handball, évoluant au poste d'arrière gauche. Appelée en équipe de France pour la première fois en 2013, Gnonsiane Niombla est vice-championne olympique en 2016, championne du monde en 2017 et championne d'Europe en 2018. Bien qu'originaire de Côte d'Ivoire, c'est ensuite naturalisée sénégalaise en 2023.

## Biographie
Gnonsiane Niombla naît à Villeurbanne, son père étant originaire d'Abidjan et de Yamoussoukro en Côte d'Ivoire. Elle grandit ensuite à Vaulx-en-Velin où elle fait ses débuts au handball à neuf ans à l'ASUL Vaulx-en-Velin. Avec l'équipe de France jeunes, elle remporte le championnat d'Europe jeunes en 2007, étant élue meilleure arrière gauche de la compétition,
À 20 ans, elle quitte la région lyonnaise pour le CJF Fleury Loiret. Elle joue un rôle dans la progression du club qui atteint la deuxième du Championnat de France en 2013.
Ainsi, elle honore sa première sélection en équipe de France le 20 mars 2013 contre la en Russie. Elle fait ensuite partie des joueuses retenues par le sélectionneur Alain Portes pour participer au championnat du monde 2013 en Serbie. L'équipe de France, en reconstruction, y réalise un parcours sans faute en phase poule avec cinq victoires, dominant notamment le Monténégro, champion d'Europe et médaillé d'argent aux Jeux olympiques en 2012. Elle écarte ensuite le Japon avant de tomber de manière inattendue en quart de finale face à la Pologne. Gnonsiane Niombla participe aux cinq matchs de poules disputés par l'équipe de France, inscrivant dix buts. Blessée à l'issue des matchs de poules, elle est remplacée pour la suite de la compétition par Dounia Abdourahim.
Avec Fleury, elle remporte ses premières compétitions : Coupe de France en 2014, Championnat de France en 2015 et Coupe de la Ligue en 2015 et 2016.
En 2016, elle remporte une médaille de bronze au championnat d'Europe puis participe aux Jeux olympiques 2016. Elle marque notamment le jet de 7 mètre décisif qui permet à l'équipe de France de disputer la prolongation face à l'Espagne en quart de finale. Niombla et les Françaises remporteront ensuite la première médaille olympique du handball féminin, l'argent. Elle rejoint ensuite la Roumanie et le club du CSM Bucarest avec lequel elle réalise deux doublés Championnat-Coupe de Roumanie et termine deux fois troisième de la Ligue des champions (en 2017, 2018).
Ces deux années prolifiques en club le sont également avec la France puisqu'elle remporte le championnat du monde 2017 puis le championnat d'Europe 2018, disputé à domicile.
Entre-temps, elle est revenu en France au Metz Handball. Après des débuts en demi-teinte avec Metz, elle réalise une belle fin de saison et participe à la belle saison messine durant laquelle le club atteint les demi-finales de la Ligue des champions et remporte le championnat et la coupe de France. Néanmoins, à l'été 2019, elle décide de résilier son contrat avec Metz pour s'engager avec Siófok KC, récent vainqueur de la coupe de l'EHF.
Non sélectionnée en équipe de France depuis le championnat du monde 2019, Niombla peut en 2023 changer de sélection nationale et intègre l'équipe du Sénégal. Elle participe ainsi au tournoi africain de qualification olympique, mais Niombla n'est autorisé à joueur qu'un seul des trois matchs et les Sénégalaises ne terminent que troisième, synonyme de non-qualification. Elle joue ensuite en match amical face à la France en vue de participer au championnat du monde 2023. Mais à la veille de la compétition, comme sa coéquipière Dounia Abdourahim, Gnonsiane Niombla apprend que leurs licences sénégalaises n'ont pas été acceptées par la Fédération internationale au motif que « le Sénégal n’est plus considéré comme une nation émergente »,. Avec l'accord de son club, le Gloria Bistrița-Năsăud qu'elle a rejoint à l'intersaison 2023, elle reste en Suède au côté des Sénégalaises mais ne joue aucun match.
En janvier 2025, elle rompt son contrat avec Bistrița d'un commun accord puis signe un mois et demi plus tard à la JDA Dijon qui doit pallier la blessure de Stine Nørklit Lønborg. Elle contribue ainsi à la qualification en demi-finale puis à la troisième place du club dijonnais en Ligue européenne.

## Palmarès

### En sélection
Jeux olympiques
- médaille d'argent aux Jeux olympiques 2016 à Rio de Janeiro

championnat du monde
- vainqueur du championnat du monde 2017
- 6e du championnat du monde 2013
- 13e du championnat du monde 2019

championnat d'Europe
- vainqueur du championnat d'Europe 2018
- troisième du championnat d'Europe 2016

autres
- vainqueur du championnat d'Europe jeunes en 2007

### En club
compétitions internationales
- finaliste de la Coupe des vainqueurs de coupe en 2015 (avec Fleury Loiret)
- demi-finaliste de la Ligue des champions en 2017, 2018 (avec CSM Bucarest) en 2019 (avec Metz Handball)

compétitions nationales
- Championnat de France
  - Vainqueur (2) : 2015 (avec Fleury Loiret) et 2019 (avec Metz Handball)
  - Deuxième (2) : 2013 et 2016 (avec Fleury Loiret)
- vainqueur de la Coupe de France (2) : 2014 (avec Fleury Loiret) et 2019 (avec Metz Handball)
- vainqueur de la Coupe de la Ligue (2) : 2015 et 2016 (avec Fleury Loiret)
- vainqueur du Championnat de Roumanie (2) : 2017 et 2018 (avec CSM Bucarest)
- vainqueur de la Coupe de Roumanie (2) : en 2017 et 2018 (avec CSM Bucarest)

## Distinctions
- Chevalier de l'ordre national du Mérite le 1er décembre 2016[21]
- élue meilleure arrière gauche du championnat d'Europe jeunes en 2007[5],[6]